# 이니고 레쿠에
이니고 레쿠에 마르티네스(스페인어: Iñigo Lekue Martínez ˈiɲiɣo ˈlekwe maɾˈtineθ[*] 바스크어:  iɲiɣo lekue maɾtines̻, 1993년 5월 4일, 바스크 주 빌바오 ~)는 스페인의 프로 축구 선수로, 아틀레틱 빌바오에서 주로 우측 수비수를 맡고 있다.

## 클럽 경력
바스크 주 비스카이아 도 빌바오 출신인 레쿠에는 다노크 바트의 유소년부를 졸업했다. 2012년 여름, 그는 아틀레틱 빌바오에 입단해 테르세라 디비시온의 연계 구단 소속으로 성인 무대 신고식을 치렀다.
2013년 6월 21일, 레쿠에는 세군다 디비시온 B의 2군으로 승격했다.
2015년 6월 29일, 소속 구단이 19년 만에 세군다 디비시온으로 승격하는 과정에 주전으로 활약한 후, 레쿠에는 라 리가의 1군으로 승격했다.
레쿠에는 2015년 8월 15일에 유소년부 동기 사비노 메리노와 후반전에 교체되어 들어가 공식 첫 경기를 치렀는데, 이 경기에서 바르셀로나를 4-0으로 안방에서 물리치고 수페르코파 데 에스파냐를 쟁취했다. 보름 후, 그는 첫 리그 경기를 치렀지만, 이웃 에이바르와의 경기에서 전반 종료 후 교체로 나갔고, 소속 구단도 0-2로 완패했다.
2015년 12월 21일, 레쿠에는 1-1로 비긴 루고와의 2군 경기에서 동점골을 넣으며 성인 무대 첫 골을 기록했다. 이듬해 4월 3일, 그는 1-1로 비긴 그라나다와의 산 마메스 안방 경기에서 선제골을 기록해 1부 리그에서도 처음으로 골맛을 보았다. 2016년 6월 8일, 그는 2019년까지 계약 연장에 합의했다.
2016년 11월 24일, 레쿠에는 3-2로 이긴 사수올로와의 유로파리그 조별 리그 경기에서 처음으로 유럽대항전의 첫 골문을 열었다. 그는 등 문제로 2018-19 시즌의 대부분을 빠졌고, 2-0으로 이긴 아틀레티코 마드리드와의 2019년 3월 16일 경기에 막판 복귀했다.

## 국가대표팀 경력
2016년 5월 22일, 비센테 델 보스케는 "사적 문제"로 국가대표팀에서 하차한 호니를 대신하여 레쿠에를 스페인 국가대표팀으로 불렀다.

## 경력 통계

### 클럽
2021년 7월 1일 기준
| 구단            | 시즌      | 리그              | 리그 | 리그 | 컵   | 컵 | 대륙 | 대륙 | 기타 | 기타 | 합계 | 합계 |
| 구단            | 시즌      | 리그명            | 출장 | 골   | 출장 | 골 | 출장 | 골   | 출장 | 골   | 출장 | 골   |
| --------------- | --------- | ----------------- | ---- | ---- | ---- | -- | ---- | ---- | ---- | ---- | ---- | ---- |
| 바스코니아      | 2012–13   | 테르세라 디비시온 | 34   | 0    | —    | —  | —    | —    | —    | —    | 34   | 0    |
| 빌바오 아틀레틱 | 2013–14   | 세군다 디비시온 B | 26   | 0    | —    | —  | —    | —    | —    | —    | 26   | 0    |
| 빌바오 아틀레틱 | 2014–15   | 세군다 디비시온 B | 31   | 0    | —    | —  | —    | —    | 6    | 0    | 37   | 0    |
| 빌바오 아틀레틱 | 2015–16   | 세군다 디비시온   | 3    | 1    | —    | —  | —    | —    | —    | —    | 3    | 1    |
| 빌바오 아틀레틱 | 합계      | 합계              | 60   | 1    | 0    | 0  | 0    | 0    | 6    | 0    | 66   | 1    |
| 아틀레틱 빌바오 | 2015–16   | 라 리가           | 20   | 1    | 5    | 0  | 8    | 0    | 1    | 0    | 34   | 1    |
| 아틀레틱 빌바오 | 2016–17   | 라 리가           | 25   | 2    | 1    | 0  | 5    | 1    | —    | —    | 31   | 3    |
| 아틀레틱 빌바오 | 2017–18   | 라 리가           | 32   | 0    | 2    | 0  | 12   | 0    | —    | —    | 46   | 0    |
| 아틀레틱 빌바오 | 2018–19   | 라 리가           | 4    | 0    | 0    | 0  | —    | —    | —    | —    | 4    | 0    |
| 아틀레틱 빌바오 | 2019–20   | 라 리가           | 14   | 0    | 4    | 0  | —    | —    | —    | —    | 18   | 0    |
| 아틀레틱 빌바오 | 2020–21   | 라 리가           | 18   | 0    | 4    | 0  | —    | —    | 2    | 0    | 24   | 0    |
| 아틀레틱 빌바오 | 합계      | 합계              | 113  | 3    | 16   | 0  | 25   | 1    | 3    | 0    | 157  | 4    |
| 경력 합계       | 경력 합계 | 경력 합계         | 207  | 4    | 16   | 0  | 25   | 1    | 9    | 0    | 257  | 5    |

1. ↑  승격 플레이오프전 출장 경기 포함
2. 1 2 3  유로파리그 출장 경기 기록 포함
3. 1 2  수페르코파 데 에스파냐 출장 경기 기록 포함

## 수상
아틀레틱 빌바오
- 수페르코파 데 에스파냐: 2015,[20] 2020–21[21]
- 코파 델 레이 준우승: 2019–20,[22] 2020–21[23]